# Abu Uthman Said ibn Hakam al-Quraschi
Abu Uthman Said ibn Hakam al-Quraschi, arabisch أبو عثمان سعيد بن الحكم القرشي, DMG Abū ʿUṯmān Saʿīd b. al-Ḥakam al-Qurašī (* 30. Dezember 1204 in Tavira; † 9. Januar 1282 in Madina al Dschazira), war von 1234 bis 1282 der erste Raʾīs von Menorca.

## Frühe Jahre
Abu Uthman Said ibn Hakam al Quraschi wurde am 30. Dezember 1204 in Tavira in der Algarve (Gharb al-Andalus), dem heutigen Portugal geboren. Er studierte Philologie in Ischbiliya (Sevilla), der Hauptstadt der Almohadenkalifen in al-Andalus. Während seines Studiums beteiligte er sich an Treffen mit berühmten Literaten.
Al-Andalus war vor allem wegen des Niederganges des Abbasidenkalifats in einen Zerfallsprozess eingetreten, welcher den Abriss vitaler Handelsbeziehungen mit sich brachte. Hieraus resultierte eine Spirale aus internen Konflikten und externen Invasionen. Wegen dieser politischen Instabilität in al-Andalus wanderte Abu Uthman nach Nordafrika aus und ließ sich in Bejaja und in Tunis nieder, wo er den almohadischen Gouverneuren bzw. Emiren als Sekretär diente.
Zwei Jahre später wollte Abu Uthman nach al-Andalus zurückkehren, jedoch hatte sich die Lage dort unterdessen noch verschlimmert. Er wurde vom almohadischen Wālī in Medina Mayūrqa (dem heutigen Palma de Mallorca) aufgenommen. Im Jahr 1227 wurde er dann nach Manūrqa (Menorca) versetzt, um dort als Muschrif Steuern einzutreiben und gleichzeitig die dort stationierten Truppen zu befehligen.

## Muschrif auf Manūrqa
Im Jahr 1229 war Jakob I. auf Mallorca gelandet, hatte aber zu diesem Zeitpunkt Menorca noch verschont. Der letzte moslemische Widerstand auf Mallorca wurde schließlich 1231 gebrochen. Jakob I. sandte sodann drei Botschafter – Berenguer de Santa Eugenia, Don Assalit de Gudar und Don Pere Maça – nach Menorca, um über dessen Unterwerfung unter die Krone von Aragonien zu verhandeln.
Jakob I. hatte zu dieser Zeit nur relativ wenig Truppen auf Mallorca und befahl daher, riesige Feuer an der Menorca gegenüberliegenden Küste zu entfachen, um ein großes Heer vorzutäuschen und um somit die Muslim auf Menorca unter Druck zu setzen. Nach einem Treffen zwischen dem Qādī Abu Abd Allah Muhammad, Abu Uthman, den Scheichs und dreihundert weiterer einflussreicher Personen auf Menorca wurde die Übereinkunft getroffen, den Vasallenstatus gegenüber dem neuen König von Mallorca anzunehmen. Der Vertrag von Capdepera wurde daher am 17. Juni 1231 unterzeichnet. Angeblich soll Abu Uthman die Antriebskraft hinter dem Vertrag mit Jakob I. gewesen sein, obwohl dies aus dem Text nicht zu entnehmen ist. Der Vertrag versicherte Menorca weitgehende politische Autonomie zu bei gleichzeitigem militärischen Schutz durch den König von Mallorca. Als Gegenleistung hatte Menorca eine jährliche Tributszahlung zu leisten, welche sich über 3.000 Scheffel Weizen, 100 Kühe und 500 Ziegen oder Schafe belief, später kamen dann noch zwei Zentner Frischbutter und 200 Goldmünzen (Byzantiner) für den Viehtransport hinzu. Als neuer Herrscher auf Menorca fungierte jetzt Abu Abd Allah Muhammad.

## Machtergreifung
Im Juli 1234 (Jahr 631 nach der Hidschra) gelangte Abu Uthman durch einen Militärputsch in Menorca an die Macht. Er handelte sodann mit Jakob I. einen neuen Vertrag aus, der ihm seine Alleinherrschaft als Raʾīs bescheinigte. Die Herrschaft Abu Uthmans dürfte auf Menorca der einzige Zeitabschnitt gewesen sein, in dem die Insel ein politisch unabhängiges Staatswesen darstellte, selbst wenn sie dem Königreich Mallorca tributpflichtig war. Abu Uthman regierte mit eiserner Hand und verwandelte Menorca in ein straff organisiertes islamisches Staatswesen. Betrunkene ließ er beispielsweise hinrichten. In Madina al Dschazira (dem heutigen Ciutadella) schuf er eine politische Schaltzentrale mit Ministerrat, Sekretären und Stammesvertretern. Seine kleine militärische Streitkraft bestand vorwiegend aus Söldnern. Abu Uthman war ein geschickter Taktierer und so überlebte sein islamisches Staatswesen, wohingegen andere der christlichen Reconquista zum Opfer fielen: Córdoba (1236), seine Geburtsstadt Tavira (1242), Sevilla (1248) und Murcia (1266). Nur das Emirat von Granada blieb unabhängig, obwohl selbst es gegenüber dem Königreich Kastilien als Vasall fungierte.
Beim Tode Jakobs I. im Jahr 1276 wurde das Königreich Aragonien zweigeteilt: sein Sohn Jakob II. erhielt das Königreich Mallorca und die Grafschaften Roussillon und Cerdanya. Das Rest-Königreich Aragonien verblieb bei seinem Sohn Peter III. Menorca blieb gegenüber Jakob II. tributpflichtig. Diese Regelung sollte letztendlich den Untergang des moslemischen Menorca besiegeln.
Abu Uthman verstarb am 9. Januar 1282 (Jahr 680 nach der Hidschra) in Madina al Dschazira und es folgte ihm als Raʾīs von Menorca sein Sohn Abu Umar ibn Said. 
Abu Uthman war neben seiner politischen Laufbahn ein herausragender islamischer Intellektueller des 13. Jahrhunderts, der sich sowohl im islamischen Recht als auch in der Medizin gut auskannte und gleichzeitig Philologe, Grammatiker und Literat war. In Madina al Dschazira hatte er eine große Bibliothek angelegt, aus der noch heute einige Exemplare in der Bibliothek des El Escorial aufbewahrt werden.